# Mutter Gottes Rosenkranz (Bajtkowo)
Bei der Kirche  in Bajtkowo handelt es sich um ein Bauwerk aus dem zu Ende gehenden 19. Jahrhundert. Bis 1945 war sie evangelisches Gotteshaus für das ostpreußische Kirchspiel Baitkowen (1938 bis 1945: Baitenberg). Heute ist sie gottesdienstliches Zentrum der römisch-katholischen Pfarrei Bajtkowo in der polnischen Woiwodschaft Ermland-Masuren.

## Geographische Lage
Bajtkowo liegt im südlichen Osten der Woiwodschaft Ermland-Masuren, elf Kilometer südwestlich der Kreisstadt Ełk (deutsch Lyck). Durch den Ort verläuft die Woiwodschaftsstraße 667, und Bajtkowo ist Bahnstation an der PKP-Bahnlinie 219 Olsztyn–Ełk (deutsch Allenstein–Lyck). Der Standort der Kirche befindet sich im westlichen Dorfteil nördlich der DW 667.

## Kirchengebäude
Ab dem Jahre 1890 liefen Planungen und Bauarbeiten für die Errichtung einer evangelischen Kirche in Baitkowen, die dann 1895 eingeweiht werden konnte. Es entstand ein im neugotischen Stil erstelltes Bauwerk mit gelben Ziegeln, abgesetzt durch rote Backsteine an den Fenstern und Eingangsportalen. Der untere Teil des vorgesetzten Kirchturms sowie die Fundamente unter den Fenstern bestehen aus Feldsteinen. Diese finden sich auch an der Ostapsis, an deren Südseite ein Sakristeigebäude angebaut ist.
Seit 1946 wird die Kirche von der römisch-katholischen Kirche genutzt, die sie im Innern den veränderten liturgischen Zwecken entsprechend umgestaltet hat. Sie trägt heute den Namen Kościół Matki Bożej Różańcowej (Kirche Mutter Gottes Rosenkranz).

## Kirchengemeinde

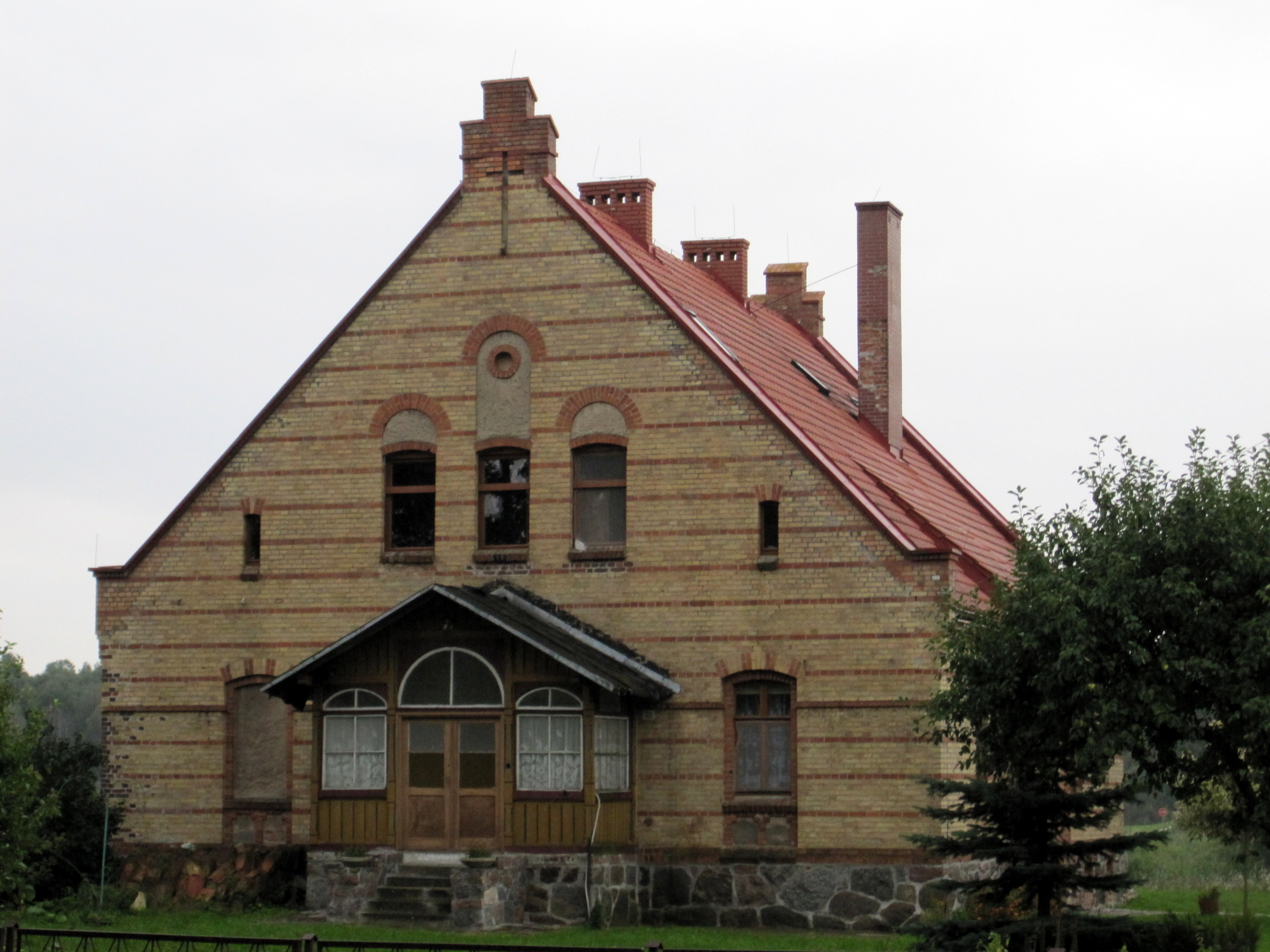
Das Pfarrhaus in Bajtkowo

### Evangelisch

#### Kirchengeschichte
Ab 1891 war Baitkowen ein Kirchdorf, auch wenn es zunächst noch keine Kirche hatte. Das dazugehörige Kirchspiel entstand durch Umpfarrung von Orten aus den Pfarreien Lyck (polnisch Ełk), Ostrokollen (1938 bis 1945 Scharfenrade, polnisch Ostrokół) und Drygallen (1938 bis 1945 Drigelsdorf, polnisch Drygały).
Bis 1945 gehörte das Kirchspiel Baitkowen zum Kirchenkreis Lyck in der Kirchenprovinz Ostpreußen der Kirche der Altpreußischen Union. Es war patronatslos und zählte im Jahre 1925 insgesamt 2.770 Gemeindeglieder, die in mehr als zwanzig Dörfern, Ortschaften und Wohnplätzen aus den Kreisen Lyck und Johannisburg lebten.
Flucht und Vertreibung der einheimischen Bevölkerung brachten das Leben der evangelischen Gemeinde in dem jetzt Bajtkowo genannten Dorf zum Erliegen. Die heute hier lebenden wenigen evangelischen Kirchenglieder halten sich zur Kirchengemeinde in Ełk (Lyck), einer Filialgemeinde der Pfarrei in Pisz (deutsch Johannisburg) in der Diözese Masuren der Evangelisch-Augsburgischen Kirche in Polen.

#### Kirchspielorte (bis 1945)
In das Kirchspiel Baitkowen (ab 1938: Kirchspiel Baitenberg) waren zwischen 1891 und 1945 eingepfarrt:
| Name         | Änderungsname 1938 bis 1945 | Polnischer Name |  | Name                           | Änderungsname 1938 bis 1945 | Polnischer Name    |
| ------------ | --------------------------- | --------------- |  | ------------------------------ | --------------------------- | ------------------ |
| Andreaswalde |                             | Kosinowo        |  | Pistken                        | Kröstenwerder               | Pistki             |
| *Baitkowen   | Baitenberg                  | Bajtkowo        |  | Köllmisch Rakowen              | Köllmisch Rakau             | Rakowo Małe        |
| Biallojahnen | (ab 1935:) Weißhagen        | Białojany       |  | Romanken                       | Maihof (Ostpr.)             | Romanki            |
| Cziernien    | (ab 1929:) Dorntal          | Ciernie         |  | Rostken (Kirchspiel Baitkowen) | Waiblingen (Ostpr.)         | Rostki Bajtkowskie |
| Karbowsken   | Siegersfeld                 | Karbowskie      |  | Rymken                         | Riemken                     | Rymki              |
| *Kotten      |                             | Koty            |  | Schnepien                      | Schnippen                   | Śniepie            |
| *Monethen    |                             | Monety          |  | *Sdeden                        | Stettenbach                 | Zdedy              |
| *Mostolten   |                             | Mostołty        |  | *Sutzken                       | Morgengrund                 | Suczki             |
| *Niekrassen  | Krassau                     | Niekrasy        |  | Talken                         |                             | Talki              |
| *Osranken    | (ab 1926:) Steinfelde       | Osranki         |  | Tratzen                        | Trabenau                    | Tracze             |

#### Pfarrer (bis 1945)
Als evangelische Geistliche amtierten an der Kirche Baitkowen die Pfarrer:
| - Paul Otto Adolf Erwin, 1891–1910 - Eduard Bachor, 1911–1919 - Richard Fischer, 1920–1945 |

### Römisch-katholisch

#### Pfarrgemeinde
Bis 1945 waren die wenigen in Baitkowen bzw. Baitenberg lebenden Katholiken in die römisch-katholische Kirche St. Adalbert Lyck im Dekanat Masuren II (Sitz: Johannisburg) im Bistum Ermland eingegliedert. Aufgrund der Neuansiedlung polnischer Bürger besonders aus Ostpolen bildete sich in Bajtkowo eine katholische Gemeinde, die ab 1946 die bisher evangelische Kirche für ihre eigenen Gottesdienste nutzte. Seit 1970 besteht hier eine eigene Pfarrei, die Parafia pw. Matki Bożej Różańcowej. Sie gehört zum Dekanat Ełk – Matki Bożej Fatimskiej im Bistum Ełk der Römisch-katholischen Kirche in Polen.

#### Pfarreiorte
Zur Pfarrei Bajtkowo gehören die Orte:
| Name                  | Deutscher Name                   |  | Name               | Deutscher Name                                |
| --------------------- | -------------------------------- |  | ------------------ | --------------------------------------------- |
| Bajtkowo              | Baitkowen 1938–1945 Baitenberg   |  | Niekrasy           | Niekrassen 1938–1945 Krassau                  |
| Białojany             | Biallojahnen 1935–1945 Weißhagen |  | Rakowo Małe        | Köllmisch Rakowen 1938–1945 Köllmisch Rakau   |
| Borki auch: Borki PGR | Borken                           |  | Rostki Bajtkowskie | Rostken (Ksp. Baitkowen) 1938–1945 Waiblingen |
| Ciernie               | Cziernien 1929–1945 Dorntal      |  | Rymki              | Rymken 1938–1945 Riemken                      |
| Karbowskie            | Karbowsken 1938–1945 Siegersfeld |  | Śniepie            | Schnepien 1938–1945 Schnippen                 |
| Kosinowo              | Andreaswalde                     |  | Suczki             | Sutzken 1934–1945 Morgengrund                 |
| Mąki                  | Monken                           |  | Tracze             | Tratzen 1938–1945 Trabenau                    |
| Mostołty              | Mostolten                        |  | Zdedy              | Sdeden 1938–1945 Stettenbach                  |

#### Pfarrer
Als katholische Pfarrer amtierten an der Kirche Mutter Gottes Rosenkranz in Bajtkowo:
| - Jan Nowak, 1970–1988 - Leszek Andrzejczak, 1988–1990 - Kazimierz Błoński, 1990–1993 - Witold Górski, 1993–1998 - Andrzej Amielawski, 1998–2002 - Jarosław Mierzejewski, 2002–2007 - Adam Łosiewskim seit 2007. |